# Acrocercops cyphostacta
Acrocercops cyphostacta là một loài bướm đêm thuộc họ Gracillariidae. Nó được tìm thấy ở Indonesia (Java).